# Középcsesznek
Középcsesznek egykori falu Pozsega vármegyében. 
1422-ben Kezepchesnek néven említik. A település nevét egykori birtokosairól a gróf Cseszneky családról vette. 1422 óta Oriava vár, 1428-ban Terbus, 1440 óta Óvár város sorsában osztozott. 1464-ben a Beriszló család zálogbirtoka volt. Alsócsesznek, Középcsesznek, Felsőcsesznek és Migalóc együttesen négy Csesznek néven volt ismeretes.